# Nicolò Brighenti
Nicolò Brighenti (Bussolengo, 1º agosto 1989) è un calciatore italiano, difensore del Catanzaro.

## Biografia
Nato a Bussolengo, in provincia di Verona, il 27 giugno 2015 ha sposato Silvia. È cugino del calciatore Andrea Brighenti  (di ruolo attaccante).

## Caratteristiche tecniche
È specializzato nel ruolo di difensore centrale sia nella difesa a quattro sia in quella a tre, nonostante occasionalmente sia stato impiegato come terzino destro e terzino sinistro. Il suo piede preferito è il destro.

## Carriera

### Club

#### Esordi
Dopo essere cresciuto tra le giovanili della squadra della sua provincia in Serie A, Brighenti arriva nell'estate del 2008 in prestito all'Associazione Calcio Mezzocorona, in Lega Pro Seconda Divisione, dove viene convocato nella maggior parte delle gare, al termine del quale campionato la squadra arriva al 10º posto.

#### Prima Divisione
Il 26 giugno 2009 la Triestina lo acquista in compartecipazione col ChievoVerona, girandolo al Pergocrema, esordendo in categoria poco dopo il 20º compleanno in Pro Patria - Pergocrema, schierato titolare al centro della difesa
dall'allenatore Claudio Rastelli. Il club si salva solo dopo i play-out, mentre il difensore veneto raccoglie con la società lombarda 4 presenze, anche a causa della diagnosi di tumore benigno al cervello che gli ha sottratto l'idoneità agonistica costringendolo a rescindere il contratto col Pergocrema nel gennaio 2010.
Per la nuova stagione Brighenti, sconfitto il tumore ma dovendo giocare nei primi mesi con un caschetto protettivo, viene acquistato dal Viareggio, restando in Lega Pro Prima Divisione, sempre con la formula del prestito. Durante la stagione sviluppa le sue qualità, acquisendo ben presto la fiducia di Giuseppe Scienza che definisce il suo debutto «straordinario». Nel Viareggio colleziona 23 presenze sulle 27 gare successive alla guarigione più le 2 partite di play-out. A fine campionato viene rilevato in compartecipazione dal ChievoVerona con un contratto fino al giugno 2014. Nel girone di andata della stagione 2011-2012 gioca titolare fisso.

#### Serie B: il Vicenza
Il 30 gennaio 2012 viene preso in compartecipazione dal Vicenza. Esordisce in Serie B alla prima partita utile, il giorno successivo, in Torino-Vicenza, dove Luigi Cagni lo fa entrare al posto di Denis Tonucci. La partita seguente gioca da titolare per tutti i 90 minuti. Finisce il campionato giocando altre 7 volte, concludendo ai play-out (terza volta in una sua squadra), che disputa e che vengono persi; il Vicenza viene in seguito riammesso per illecito sportivo del Lecce.
Per la stagione 2012-2013 viene riconfermato al Vicenza, dove ritrova l'ex compagno al Viareggio Luca Castiglia. In campionato Roberto Breda lo schiera sempre titolare, venendo riconfermato anche con il nuovo allenatore subentrato a gennaio, Alessandro Dal Canto: proprio alla terza partita con lui, il difensore segna il suo primo gol in carriera, il gol della vittoria in Brescia-Vicenza (0-1): al 50', alla fine di un'azione biancorossa, gli arriva la palla che colpisce con potenza di destro da 30 metri, che si incunea nell'angolo alto sinistro della porta senza che il portiere bresciano potesse fermarla; la Lega Serie B l'ha definito il gol più bello della giornata. Rimasto titolare della squadra, a causa di un infortunio rimediato a Crotone è costretto a saltare 8 gare, dalla 33ª alla 40ª. Dopo la partita del suo ritorno, il ds del Vicenza Paolo Cristallini afferma:

#### Al Chievo anno di stop, ritorno a Vicenza
A fine anno torna a titolo definitivo al Chievo, dove però non trova spazio nel corso dell'intera stagione, né in Campionato né in Coppa Italia, a causa di due gravi infortuni (rottura definitiva del legamento della spalla sinistra che lo costringe a operazione chirurgica e lesione del legamento collaterale del ginocchio destro)
Dopo il campionato, viene riacquistato dal Vicenza a titolo definitivo, con un contratto di 4 anni; acquisto fortemente voluto dal tecnico biancorosso Lopez. Conclude la stagione regolare raccogliendo 29 presenze e segnando 3 goal piazzandosi 3º nella Top 15 dei difensori di Serie B secondo una classifica stilata dalla Lega Serie B.
All'inizio della sua quarta stagione con il Vicenza, precisamente nella 3ª giornata Vicenza-Como, subisce un grave raro infortunio, la lacerazione del pancreas.
A seguito dell'infortunio salta tutto il girone di andata, tornando in campo alla prima di ritorno contro il Modena.
Dal girone di ritorno viene designato capitano dei biancorossi.

#### Frosinone
Il 29 luglio 2016 si trasferisce ufficialmente al Frosinone a titolo definitivo. Nel mese di agosto Brighenti si infortuna alla spalla, costringendo quindi il mister Marino a non schierarlo contro il Pescara in Coppa Italia e per le prime gare di Serie B. Una volta guarito, Brighenti è titolare fisso nella difesa ciociara, giocando ottime partite, ma nella prima partita del girone di ritorno, a Chiavari contro la Virtus Entella si fa male nuovamente alla spalla, infortunio che gli fa terminare la stagione in anticipo.
La stagione successiva con i ciociari ottiene la promozione in Serie A dopo i play-off contro il Palermo. 
Debutta poi in massima serie con i giallazzurri il 27 agosto 2018 nel match pareggiato per 0-0 con il Bologna.
Segna il primo gol con il Frosinone nella sfida valida per il terzo turno di Coppa Italia 2019-2020, contro il Monopoli, vinta per 5-1.
Nella stagione di Serie B 2019-2020 è titolare fisso nella squadra di Nesta e ricopre il ruolo di capitano.

#### Catanzaro
Il 16 luglio 2022, Brighenti si trasferisce al Catanzaro, in Serie C, con cui firma un contratto biennale.
Lungo la stagione 2022-2023, il difensore è fra i protagonisti della squadra che vince il proprio girone con cinque giornate d'anticipo, ritornando così in Serie B dopo diciassette anni.

### Nazionale
Prima ancora di esordire nei campionati professionistici, viene osservato nella formazione Primavera del ChievoVerona e selezionato dal commissario tecnico della Nazionale Under-18, giocando 3 amichevoli. Viene convocato, giocando l'intera partita, da Francesco Rocca in Italia-Croazia (vinta 3-1) valida per le qualificazioni al Campionato europeo di calcio Under-19 2008, il 15 novembre 2007.
La sua ultima convocazione in Nazionale è nell'amichevole Germania Under-20-Italia Under-20, sempre con Rocca allenatore, giocata il 22 aprile 2009 e persa 5-0.

## Statistiche

### Presenze e reti nei club
Statistiche aggiornate al 25 maggio 2025.
| Stagione         | Squadra          | Campionato       | Campionato | Campionato | Coppe nazionali | Coppe nazionali | Coppe nazionali | Coppe continentali | Coppe continentali | Coppe continentali | Altre coppe | Altre coppe | Altre coppe | Totale | Totale |
| Stagione         | Squadra          | Comp             | Pres       | Reti       | Comp            | Pres            | Reti            | Comp               | Pres               | Reti               | Comp        | Pres        | Reti        | Pres   | Reti   |
| ---------------- | ---------------- | ---------------- | ---------- | ---------- | --------------- | --------------- | --------------- | ------------------ | ------------------ | ------------------ | ----------- | ----------- | ----------- | ------ | ------ |
| 2006-2007        | Chievo           | A                | 0          | 0          | CI              | 1               | 0               | UCL+CU             | 0                  | 0                  | -           | -           | -           | 1      | 0      |
| 2008-2009        | Mezzocorona      | C2               | 23         | 0          | CI-C            | 0               | 0               | -                  | -                  | -                  | -           | -           | -           | 23     | 0      |
| 2009-2010        | Pergocrema       | C1               | 4          | 0          | CI+CI-C         | 0               | 0               | -                  | -                  | -                  | -           | -           | -           | 4      | 0      |
| 2010-2011        | Viareggio        | C1               | 23+2       | 0          | CI+CI-C         | 0               | 0               | -                  | -                  | -                  | -           | -           | -           | 25     | 0      |
| 2011-gen. 2012   | Viareggio        | C1               | 19         | 0          | CI+CI-C         | 0               | 0               | -                  | -                  | -                  | -           | -           | -           | 19     | 0      |
| Totale Viareggio | Totale Viareggio | Totale Viareggio | 42+2       | 0          |                 | 0               | 0               |                    | -                  | -                  |             | -           | -           | 44     | 0      |
| gen.-giu. 2012   | Vicenza          | B                | 9+2        | 0          | CI              | 0               | 0               | -                  | -                  | -                  | -           | -           | -           | 11     | 0      |
| 2012-2013        | Vicenza          | B                | 27         | 1          | CI              | 3               | 0               | -                  | -                  | -                  | -           | -           | -           | 30     | 1      |
| 2013-2014        | Chievo           | A                | 0          | 0          | CI              | 0               | 0               | -                  | -                  | -                  | -           | -           | -           | 0      | 0      |
| Totale Chievo    | Totale Chievo    | Totale Chievo    | 0          | 0          |                 | 1               | 0               |                    | 0                  | 0                  |             | -           | -           | 1      | 0      |
| 2014-2015        | Vicenza          | B                | 29+1       | 3          | CI              | 1               | 0               | -                  | -                  | -                  | -           | -           | -           | 31     | 3      |
| 2015-2016        | Vicenza          | B                | 22         | 1          | CI              | 2               | 0               | -                  | -                  | -                  | -           | -           | -           | 24     | 1      |
| Totale Vicenza   | Totale Vicenza   | Totale Vicenza   | 87+3       | 5          |                 | 6               | 0               |                    | -                  | -                  |             | -           | -           | 96     | 5      |
| 2016-2017        | Frosinone        | B                | 13         | 0          | CI              | 2               | 0               | -                  | -                  | -                  | -           | -           | -           | 15     | 0      |
| 2017-2018        | Frosinone        | B                | 32+2       | 0          | CI              | 0               | 0               | -                  | -                  | -                  | -           | -           | -           | 34     | 0      |
| 2018-2019        | Frosinone        | A                | 11         | 0          | CI              | 0               | 0               | -                  | -                  | -                  | -           | -           | -           | 11     | 0      |
| 2019-2020        | Frosinone        | B                | 34+4       | 2          | CI              | 3               | 1               | -                  | -                  | -                  | -           | -           | -           | 41     | 3      |
| 2020-2021        | Frosinone        | B                | 30         | 1          | CI              | 1               | 0               | -                  | -                  | -                  | -           | -           | -           | 31     | 1      |
| 2021-2022        | Frosinone        | B                | 9          | 0          | CI              | 1               | 0               | -                  | -                  | -                  | -           | -           | -           | 10     | 0      |
| Totale Frosinone | Totale Frosinone | Totale Frosinone | 129+6      | 3          |                 | 7               | 1               |                    | -                  | -                  |             | -           | -           | 142    | 4      |
| 2022-2023        | Catanzaro        | C                | 33         | 0          | CI+CI-C         | 1+1             | 0               | -                  | -                  | -                  | SC-C        | 2           | 0           | 37     | 0      |
| 2023-2024        | Catanzaro        | B                | 30+2       | 1          | CI              | 2               | 0               | -                  | -                  | -                  | -           | -           | -           | 34     | 1      |
| 2024-2025        | Catanzaro        | B                | 31+2       | 1          | CI              | 1               | 0               | -                  | -                  | -                  | -           | -           | -           | 34     | 1      |
| Totale Catanzaro | Totale Catanzaro | Totale Catanzaro | 94+4       | 2          |                 | 5               | 0               |                    | -                  | -                  |             | 2           | 0           | 105    | 2      |
| Totale carriera  | Totale carriera  | Totale carriera  | 379+15     | 9          |                 | 18              | 1               |                    | 0                  | 0                  |             | 2           | 0           | 414    | 11     |

## Palmarès

### Club

#### Competizioni nazionali
- Serie C: 1

Catanzaro: 2022-2023 (girone C)
- Supercoppa Serie C: 1

Catanzaro: 2023